# خطوط بار هاربور الجوية الرحلة 1808
خطوط بار هاربور الجوية الرحلة 1808 هي طائرة بيتشكرافت موديل 99 تابعة لخطوط بار هاربور الجوية تحطمت قرب مدينة أوبورن في الولايات المتحدة في 25 أغسطس 1985 عندما اصطدمت ببعض الأشجار على بعد 1,221 متر من ممر الإقلاع وقد أقلعت من بوسطن إلي بانجور عبر أوبورن ثم ووترفيل ثم أوغوستا عندما كانت مقتربة من الأرض ومات علي متنها جميع الركاب والطاقم البالغ عددهم 8 أشخاص.

## سامانثا سميث
كان من بين الضحايا الثمانية أشخاص الطالبةً الأمريكيةً الشهيرة سامانثا سميث البالغة من عمرها 13 عاما وعندما كانت بصحبة والدها في طريق العودة إلي أوبورن عندما شاركت مع والدها مسلسل تليفزيوني يدعي بشارع لايم في بوسطن